# Annalise Murphy
Annalise Murphy (ur. 1 lutego 1990) – irlandzka żeglarka sportowa, srebrna medalistka olimpijska z Rio de Janeiro.
Zawody w 2016 były jej drugimi igrzyskami olimpijskimi, debiutowała w 2012 (czwarte miejsce). W Brazylii zajęła drugie miejsce w klasie Laser. Była mistrzynią Europy w tej klasie w 2013. Jej matka Cathy MacAleavey także była żeglarką i olimpijską (z Seulu, 1988).